# Michael Zegen

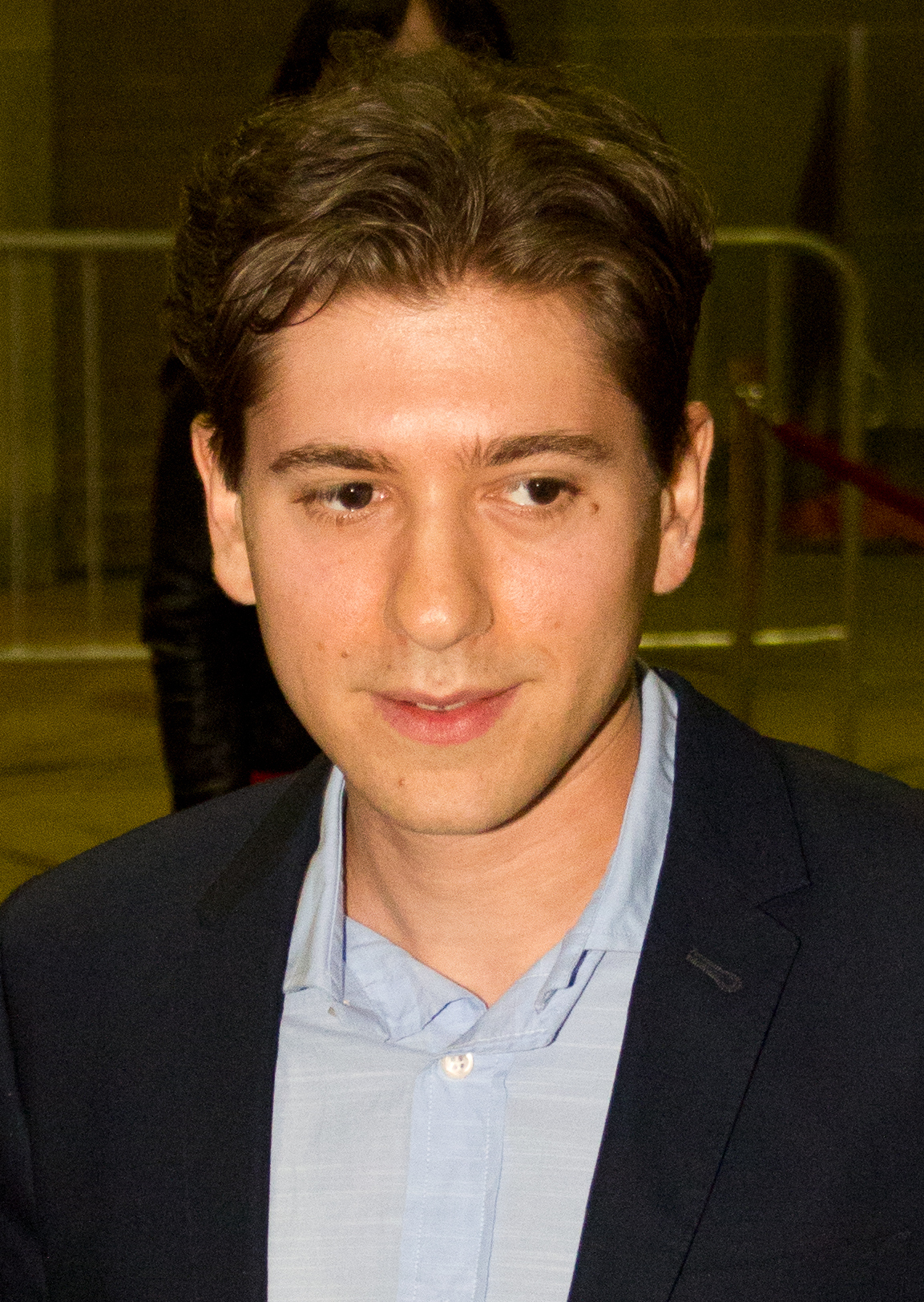
Michael Zegen beim Toronto International Film Festival (2012)

Michael Jonathan Zegen (* 20. Februar 1979 in Ridgewood, New Jersey) ist ein US-amerikanischer Schauspieler, bekannt durch seine Rolle als Damien Keefe aus der Serie Rescue Me (2004–2011) und als Joel Maisel in der Serie The Marvelous Mrs. Maisel (seit 2017).

## Leben und Karriere
Michael Zegen wurde als einer von drei Söhnen eines Anwalts und einer Lehrerin in Ridgewood, New Jersey geboren. Er kommt aus einer jüdischen Familie, seine Großeltern sind Überlebende der Schoa. 2001 schloss er das Skidmore College ab und wurde später ein Mitglied der New Yorker Sketchtruppe Hottie$ Galore. Den Wunsch Schauspieler zu werden hegte er bereits seit jungen Jahren.
Seit 2001 ist Zegen auch in Film und Fernsehen aktiv. Er trat zunächst in einigen Kurzfilmen auf, bevor er 2004 die Rolle des Feuerwehrmannes Damien Keefe in der Serie Rescue Me übernahm, eine Rolle, die er bis 2011 wiederkehrend spielte. Auch in Serien wie How to Make It in America, Boardwalk Empire und The Walking Dead wirkte er mit, in letzterer spielte er als Randall Culver eine Nebenrolle in der zweiten Staffel. Darüber hinaus ist er im Theater aktiv. So spielte er 2014 im Off-Broadway-Stück Bad Jews die Rolle des Liam als Erstbesetzung. Von 2017 bis 2023 spielte er in der Serie The Marvelous Mrs. Maisel die Rolle des Joel Maisel an der Seite von Rachel Brosnahan.
Er lebt in New York City.

## Filmografie (Auswahl)
- 2001: The Pizza Boy (Kurzfilm)
- 2004: Die Sopranos (The Sopranos, Fernsehserie, Episode 5x13)
- 2004–2011: Rescue Me (Fernsehserie, 42 Episoden)
- 2005: Bittersweet Place
- 2006: Love Monkey (Fernsehserie, Episode 1x07)
- 2007: Jack Ketchum’s Evil (The Girl Next Door)
- 2009: Adventureland
- 2009: The Box – Du bist das Experiment (The Box)
- 2009: Mercy (Fernsehserie, Episode 1x04)
- 2011: How to Make It in America (Fernsehserie, 4 Episoden)
- 2011–2014: Boardwalk Empire (Fernsehserie, 11 Episoden)
- 2012: The Walking Dead (Fernsehserie, 4 Episoden)
- 2012: Frances Ha
- 2012: Ex-Girlfriends
- 2014: Girls (Fernsehserie, 3 Episoden)
- 2015: Brooklyn – Eine Liebe zwischen zwei Welten (Brooklyn)
- 2015: Good Wife (The Good Wife, Fernsehserie, Episode 6x18)
- 2016: BrainDead (Fernsehserie, Episode 1x10)
- 2017: Becks
- 2017–2023: The Marvelous Mrs. Maisel (Fernsehserie)
- 2018: The Seagull – Eine unerhörte Liebe (The Seagull)
- 2020: Acting for a Cause (Fernsehserie, Episode 3x02)
- 2020: The Stand-In
- 2021: The Movie Show (Fernsehserie, Episode 1x10)
- 2024: The Penguin (Miniserie)
- 2025: Too Much (Fernsehserie, 8 Folgen)